# Grand Prix Herning
Grand Prix Herning – kolarski wyścig jednodniowy, rozgrywany od 1992 corocznie w okolicach duńskiego miasta Herning. 
W latach 1992–1995 oraz 2013–2019 rozgrywany poza kalendarzem UCI, w pozostałych edycjach w ramach tego kalendarza. W swojej historii wielokrotnie zmieniał zarówno nazwę, jak i kategorię.

## Zwycięzcy
Opracowano na podstawie:
| Rok  | Pierwsze                   | Drugie                  | Trzecie                   |
| ---- | -------------------------- | ----------------------- | ------------------------- |
| 1992 | Claus Michael Møller       | Søren Christiansen      | Kim Marcussen             |
| 1993 | Dennis Rasmussen           | Kim Malling Kiær        | Søren Petersen            |
| 1994 | Brian Smith                | Carl Christian Pedersen | Bo Hamburger              |
| 1995 | Frédéric Moncassin         | Bo Hamburger            | Søren Mønster             |
| 1996 | Bjarne Riis                | Jan Østergaard          | Mikael Kyneb              |
| 1997 | Bjarne Riis                | Tayeb Braikia           | Frank Høj                 |
| 1998 | Bjarne Riis                | Kurt Asle Arvesen       | Gorazd Štangelj           |
| 1999 | Michael Sandstød           | Arvis Piziks            | Danny Jonasson            |
| 2000 | Michael Sandstød           | Jimmi Madsen            | Niko Eeckhout             |
| 2001 | Rudie Kemna                | Arvis Piziks            | Mark McCormack            |
| 2002 | Rudie Kemna                | Cezary Zamana           | Gordon McCauley           |
| 2003 | Frank Høj                  | Jeremy Hunt             | Magnus Bäckstedt          |
| 2004 | Frank Høj                  | Michele Bartoli         | Stefan Kupfernagel        |
| 2005 | Michael Blaudzun           | Joost van Leijen        | Jimmy Hansen              |
| 2006 | Allan Johansen             | Rik Reinerink           | Alex Rasmussen            |
| 2007 | Kurt Asle Arvesen          | René Jørgensen          | Matti Breschel            |
| 2008 | no race / not carried out  |                         |                           |
| 2009 | René Jørgensen             | Michael Reihs           | Allan Johansen            |
| 2010 | Alex Rasmussen             | Martin Mortensen        | Joost van Leijen          |
| 2011 | Troels Vinther             | Michael Reihs           | Lars Bak                  |
| 2013 | Lasse Norman Leth          | Martin Mortensen        | Rolf Nyborg Broge         |
| 2014 | Morten Øllegaard           | Troels Vinther          | Michael Carbel Svendgaard |
| 2015 | Asbjørn Kragh Andersen     | Søren Kragh Andersen    | Sebastian Lander          |
| 2016 | Mads Würtz Schmidt         | Jonas Gregaard          | Rasmus Bøgh Wallin        |
| 2017 | Michael Carbel Svendgaard  | Andreas Kron            | Alexander Kamp            |
| 2018 | Troels Vinther             | Jonas Aaen Jørgensen    | Casper von Folsach        |
| 2019 | Andreas Stokbro            | Nicklas Amdi Pedersen   | Jacob Hindsgaul Madsen    |
| 2021 | Mads Østergaard Kristensen | Magnus Bak Klaris       | Niklas Larsen             |
| 2022 | Andreas Stokbro            | Mads Rahbek             | Mads Pedersen             |
| 2023 | Mathias Norsgaard          | Rasmus Bøgh Wallin      | Michael Valgren           |
| 2024 | Rasmus Søjberg Pedersen    | Daniel Stampe           | Erik Madsen               |
| 2025 |                            |                         |                           |